# Platypalpus caroli
Platypalpus caroli is een vliegensoort uit de familie van de Hybotidae. De wetenschappelijke naam van de soort is voor het eerst geldig gepubliceerd in 1987 door Grootaert.